# Préneron
Préneron település Franciaországban, Gers megyében. Lakosainak száma 119 fő (2022. január 1.). Préneron Belmont, Castillon-Debats, Roquebrune és Vic-Fezensac községekkel határos.

## Népesség
A település népességének változása:
| Lakosok száma | 105  | 137  | 132  | 142  | 142  | 138  | 135  | 126  | 121  | 119  |
|               | 1968 | 1982 | 1990 | 2006 | 2013 | 2015 | 2017 | 2019 | 2020 | 2022 |